# Kaple Božího hrobu (Pavlice)
Kaple Božího hrobu v Pavlicích na Znojemsku se nachází v obci u kostela svatého Filipa a Jakuba. Spolu s kostelem  je chráněna jako nemovitá Kulturní památka České republiky.

## Historie
Základní kámen kaple Božího hrobu byl položen roku 1675, vysvěcena byla 12. srpna 1677 jevišovickým děkanem Tomanem. Přistavěna byla k původní místní poutní kapli, která právě procházela přestavbou. Založil ji majitel jaroměřického panství francouzský generál Jan Ludvík Radouit de Souches, který nechal postavit také již zmíněnou poutní kapli a ve čtyřicátých letech 17. století špitál. Později byl na místě poutní kaple založen kostel svatého Filipa a Jakuba.
Kaple byla postavena na vyvýšeném místě na císařské cestě z Vídně do Jihlavy a Prahy, po které putovali poutníci do Mariazell a k dalším poutním místům v Dolních Rakousech. Byla opatřena odpustky, nejvíce věřících k ní přicházelo během Pašijového týdne. O kapli pečovalo dvanáct chudých, pro které byl roku 1649 zřízen chudobinec.

### Popis
Vstup do kaple Božího hrobu se nachází uvnitř kostela za hlavním oltářem a do samotné kaple se schází po krátkém schodišti. Kaple na půdorysu obdélníka nemá dělicí přepážku mezi přední Andělsku kaplí a vlastním Božím hrobem a je zaklenuta valenou klenbou. Místnost je osvětlena oknem ze severu a malým okénkem obdélného tvaru z jihu. Obě okna jsou zasazena v hluboké špaletě se záklenkem. Po vnitřním obvodu kaple probíhá uprostřed lizéna, která opticky člení otevřený prostor. V závěru kaple původní kamennou desku (část Kristovy tumby) zakrývá novodobá konstrukce oltáře. Na kamenné desce je uložena polychromovaná socha ležícího Krista, kterou střeží dva klečící andělé. Za hrobem se nachází malovaná dřevěná deska s výjevem Tří Marií u hrobu spolu s postavami Josefa Arimatijského a Nikodéma. Kristův hrob je při mši osvětlen pěticí závěsných lamp.
Vnější stranu zdi půlkruhového presbytáře zdobí slepá arkáda a střechu kaple nad hrobem završuje malá edikula. Kaple v Pavlicích, stojících poblíž hranice s Rakouskem, je typologicky podobná kapli založené jihovýchodně od Vídně v Maria-Lanzendorf.